# Cheilanthes austrotenuifolia
Cheilanthes austrotenuifolia är en kantbräkenväxtart som beskrevs av H.M.Quirk och T. C.Chambers. Cheilanthes austrotenuifolia ingår i släktet Cheilanthes och familjen Pteridaceae. Inga underarter finns listade.